# Sorrowful Secret
Sorrowful Secret — дебютный студийный альбом южнокорейской певицы и актрисы Ом Чон Хвы. Был выпущен в июле 1993 года лейблом Samsung.

## Список композиций
| №                   | Название                                                  | Длительность |
| ------------------- | --------------------------------------------------------- | ------------ |
| 1.                  | «슬픈비밀 (Sad Secret)»                                   | 3:48         |
| 2.                  | «세상 모든 연인들처럼 (Like All the Lovers in the World)» | 4:13         |
| 3.                  | «도시모자이크 (Urban Mosaic)»                             | 3:41         |
| 4.                  | «너의마음속에 내가있다면 (If I’m On Your Mind)»           | 4:25         |
| 5.                  | «눈동자 (Pupil)»                                          | 4:25         |
| 6.                  | «또다른 나 (Another Man)»                                 | 4:01         |
| 7.                  | «혼자란 생각하지마 (Don’t Think About Being Alone)»       | 4:13         |
| 8.                  | «지쳐 버린 네모습 (You Look Tired)»                       | 3:47         |
| Общая длительность: | Общая длительность:                                       | 31:13        |